# Microtus ochrogaster
Microtus ochrogaster és una espècie de talpó que es troba a Nord-amèrica (des de les muntanyes Rocoses a l'oest fins a Virgínia Occidental a l'est).